# لخ‌نس
لخ‌نس(به انگلیسی: Loch Ness)نام دریاچه‌ای است به طول ۳۶٫۲ و عرض ۲٫۷ کیلومتر که در قسمت شمال- غربی اسکاتلند قرار دارد. دریاچه بخاطر افسانه وجود هیولای لخ‌نس ، شهرت جهانی پیدا کرده است. لخ‌نس بعد از دریاچه لوموند دومین دریاچه وسیع اسکاتلند است و وسعت آن به ۵۶ کیلومتر مربع میرسد ولی ازنظر عمق و حجم آب، از آن بزرگتر است. البته عمق، لخ‌مورار از هردو دریاچه بیشتر است. آب دریاچه بدلیل وجود تورب کدورت دارد.